# Rudolf G. Werner
Rudolf G. Werner (* 22. Mai 1893 in Gera; † 14. Dezember 1957 ebenda) war ein deutscher Maler.

## Leben und Werk
Rudolf G. Werners Vater war Lehrer in Gera. Werner absolvierte eine Ausbildung als Zeichner und Lithograph in der Lithographischen Anstalt Gera. Anschließend studierte er bei Robert Engels an der Staatlichen Kunstgewerbeschule München und dann bei Emil Orlik an der Staatlichen Lehranstalt des Berliner Kunstgewerbemuseums
In der Zeit des Nationalsozialismus war Werner Mitglied der Reichskammer der bildenden Künste. Er war auf einer bedeutenden Zahl von Ausstellungen vertreten, u. a. von 1937 bis 1944 auf allen Großen Deutschen Kunstausstellungen in München. Vom Überfall auf die Sowjetunion an betätigte sich Werner im Rahmen einer Propagandakompanie der 16. Armee unter Ernst Busch als nationalsozialistischer Kriegsmaler. Ab 1941 zeigte er auf den Ausstellungen in München nur noch martialische Kriegsbilder.
Nach Kriegsende arbeitete Werner wieder in Gera als freischaffender Maler und Grafiker. Er wurde Mitglied des Verbands Bildender Künstler der DDR. Als zur Vorbereitung der Dritten Deutsche Kunstausstellung in Dresden "Künstlerbrigaden" gebildet wurden, die für die Ausstellung „realistische Kunstwerke“ schaffen sollten, beteiligte er sich in der Wartburgbrigade mit Erwin Görlach, Carl Kuhn, Karl Ortelt und Wolfgang Taubert. Von ihnen eingereichte Arbeiten wurden auch ausgestellt.
Werke Werners befinden sich u. a. im Bestand des Lindenau-Museums Altenburg und des Otto-Dix-Hauses Gera.
Der Sohn Werners, Fritz Werner, war Bühnenbildner.

## Darstellung Werners in der bildenden Kunst
- Otto Oettel: Kunstmaler R.W. (Büste; gebrannter Ton)[6]

## Werke (Auswahl)

### Auf den Großen Deutschen Kunstausstellungen gezeigte Ölgemälde
- 1937: Asphaltarbeiter (133 × 120 cm)[7]
- 1938: Thüringer Glasbläser[8]
- 1938: Die Temperamente[9]
- 1939: Guss[10]
- 1940: Sitzender Akt (1932, 132 × 120 cm; von Hitler für 2 500 RM erworben)[11]
- 1941: Schwere Artillerie passiert Notbrücke[12]
- 1942: Triptychon: Kampf, Kampfpause, Marsch (von Robert Ley für 15 000 RM erworben)[13][14][15]
- 1943: Volk
- 1943: Der Panzergrenadier[16]
- 1944: Vorm feindlichen Angriff[17]

### Weitere Werke (Auswahl)

#### Tafelbilder
- Freundschaft (Öl, 150 × 180 cm; mit Fritz Werner; auf der Dritten Deutschen Kunstausstellung)[18]
- Umsiedlerin (Öl)[19]

#### Baugebundene Kunst
- Heinrich Schütz, geehrt von den Menschen seiner Zeit (Sgraffito am Heinrich-Schütz-Haus Bad Köstritz; 1954)[20]
- Wandbilder in der Jugendherberge Weida (mit Rudolf Klose)

#### Buchillustrationen (Auswahl)
- Jeremias Gotthelf: Kurt von Koppigen: Erzählung aus dem schweizer Mittelalter. T. Wiskott AG für Verlag und Kunstdruck, Berlin, 1925
- Die Schlacht am Bückeberg. Erzählung aus den Befreiungskämpfen der Germanen vom Römerjoch. Verlag Enßlin und Laiblin, 1933
- Hans Franck: Nur ein Mädchen. F. Schneider, Berlin, Leipzig, 1937
- Mario Heil de Brentani: Das Flandernbuch, geschrieben von deutschen Soldaten. Bong Verlag Berlin, 1942
- Jupp Daehler, Wilhelm M. Busch u. a.: Maler und Zeichner schauen den Krieg. Propagandakompanie der Armee Busch, Verlag Graphischen Arbeitsgemeinschaft Jupp Daehler; um 1942
- Zeitvertreib für unsere Kleinen. Verlag Niendorf und Illgen, 1947
- Duran. Ein Pferd unterwegs. Neumann-Verlag, Berlin, Radebeul, 1952
- Gustav Otto Dix: Fang im Nordmeer. Mit deutschen Hochseefischern unter der Mitternachtssonne. 1957
- Alfred Buckwitz: Überraschung mit Tieren, Erlebnisse mit wilden und zahmen Tieren. Petermänken-Verlag, Schwerin, 1958
- Gustav Otto Dix: Kater Varus .Tierstudie. Petermänken-Verlag, Schwerin, 1959
- Alfred Buckwitz: Tiere und ich. Erlebnisse mit wilden und zahmen Tieren. Petermänken-Verlag, Schwerin, 1960

## Weitere Ausstellungen (unvollständig)
- 1948: Gera (Ausstellung Geraer Künstler „Die Ernte“)[21]
- 1954: Altenburg/Thür., Lindenau-Museum („100 Jahre Staatliches Lindenau-Museum“)
- 1979: Gera, Bezirkskunstausstellung
- 1953: Dresden, Dritte Deutsche Kunstausstellung

## Weblink
- https://www.bildindex.de/ete?action=queryupdate&desc=%22Rudolf%20G.%20Werner%20&index=obj-all   Bilder im Bildindex